# Johann Heugel (Komponist)
Johann Heugel, auch Johannes, Joan, Hans; Heugel, Högel, Hegel, Heugelius (* ca. 1510 vermutlich in Wetter bei Marburg; † im Winter 1584/85 wahrscheinlich in Kassel), war Trompeter, Komponist, Hofkapellmeister und Bauschreiber in Hessen (unter Landgraf Philipp) und nach der Aufteilung Hessens in Hessen-Kassel (unter Wilhelm IV.).

## Leben
Johann Heugel wurde um 1510 geboren. Sein Geburtsort ist vermutlich Wetter im Kreis Marburg/Lahn, jedoch gibt es bisher keine verlässlichen Quellen; ebenso könnte Kassel als Geburtsort gelten. Über die Kindheit und Jugend Heugels ist nichts bekannt. Augenscheinlich ist, dass er eine gute Schulausbildung hatte. Heugel verfasste viele seiner Liedtexte in lateinischer Sprache selbst. Vermutlich studierte er in Süddeutschland oder in der Schweiz; dies geht aus den Wasserzeichen der Papiersorten in den Stimmbüchern hervor, die er schon Anfang der 1530er Jahre zu schreiben begann, bevor er spätestens 1536 an den hessischen Hof ging.

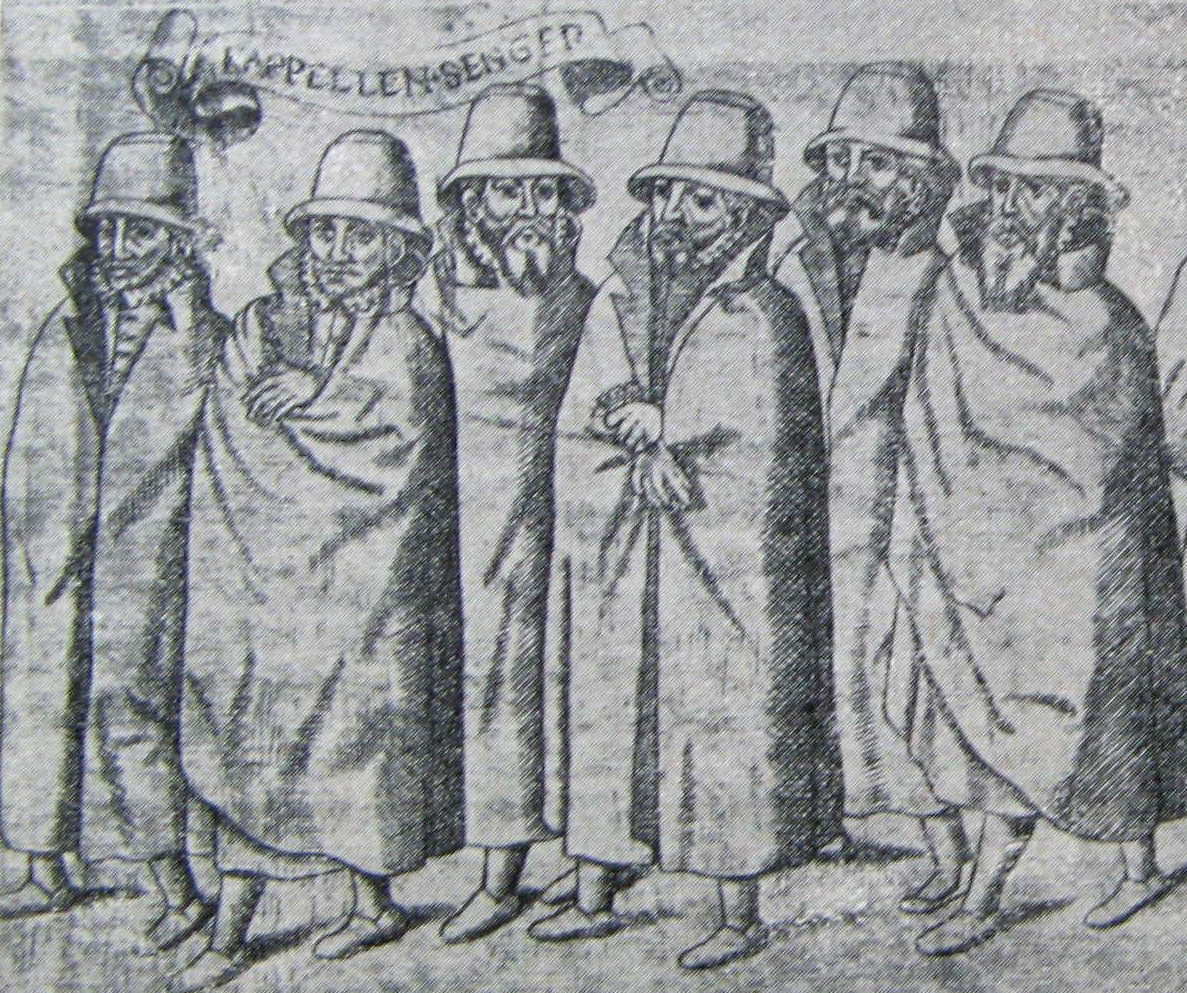
Johann Heugel im Kreise der „Kapellensenger“ beim Leichenzug Philipps I. im April 1567

Von da an blieb sein Aufenthaltsort die Stadt Kassel, wenn man von den Reisen und Kriegszügen seiner Dienstherren, der Landgrafen  Philipp I. und Wilhelm IV. absieht, die Heugel begleiten musste. Dabei lernte er sicherlich auch den Feldprediger und Schriftsteller Burkhard Waldis kennen, dessen deutsche Nachdichtung der Psalmen des alten Testamentes der Kapellmeister in vier- bis fünfstimmigen Sätzen sukzessive bis ins hohe Alter vertonte.
Es gab häufige Wechsel des Aufenthaltes zwischen den Residenzen Kassel und Marburg, aber auch Reisen nach Heidelberg sind belegt. 1553 brachte Heugels Frau Margarita den Sohn Johann zur Welt, dem der Komponist eine gute Ausbildung zukommen ließ. Dafür arbeitete er spätestens seit dieser Zeit zusätzlich als Bauschreiber bei der Stadt Kassel (das Honorar von 40 Gulden, das der Musiker vorher als Trompeter erhalten hatte, war aus unbekannten Gründen entfallen). Heugel dokumentierte also Bautätigkeiten und zahlte die Handwerker aus. Er war jedoch nicht nur für die Stadt in dieser Tätigkeit unterwegs, sondern z. B. ab 1559 auch für die Landgrafen Philipp und Wilhelm IV.: Beim Umbau des Kasseler Stadtschlosses war er einer der drei obersten Leiter. Vermutlich hatte er bereits 1538 die Bauleitung bei einem Schulneubau in der Kasseler „Freiheit“.
Bei einem der Aufenthalte in Marburg überließ Johann Heugel seinen neunjährigen Sohn dem Gelehrten Justus Vultejus, einem guten Freund des Vaters, zur Ausbildung und Erziehung. Vultejus stammte aus Wetter, und der Komponist Heugel widmete ihm als Dank für seine Sorge um den Sohn eine Komposition.
Im hohen Alter starb Heugel, der Vater, Anfang 1585 in Kassel(?). Der Sohn starb 1601 als Oberamtmann auf Rheinfels bei St. Goar, seine Mutter Margarita Heugel überlebte ihn noch um 11 Jahre.
Die Heugels werden 1605 im Häuserverzeichnis der Stadt Kassel als Eigentümer zweier Häuser genannt. Das erste, ein schmales zweistöckiges Häuschen in der Mittelgasse, gehörte der Witwe des Komponisten. Das größere stand am Sack 4/Ecke Steinweg; als Eigentümerin wird die Witwe Johann Heugels jun., Anna, also die Schwiegertochter des Meisters, genannt. Beide Häuser wurden 1943 zerstört. Anzunehmen ist, dass Johann Heugel sen. mit Frau und Kindern zunächst das größere Haus bewohnte, da die Familie auch die Kapellknaben unterbringen und verköstigen musste. Die Kapelle bestand aus sechs erwachsenen Männern und vier bis sechs Knaben, die als Sopran- oder Altstimmen eingesetzt wurden. Dazu kamen bei Bedarf einige Instrumentalisten.

## Werk und Bedeutung
Johann Heugel ist der früheste hessische Komponist, von dem Werke schriftlich hinterlassen sind. Der Kasseler Hofkapelle, die unter seiner Leitung ihre erste Blütezeit erlebte, brachte er den Anschluss an europäisches Niveau. Sie war die Vorläuferin des heutigen Kasseler Staatsorchesters Es sind etwa vier- bis fünfhundert weltliche und geistliche Kompositionen, fast ausschließlich Vokalwerke, von der drei- bis fünfstimmigen Motette über acht- bis zehnstimmige Doppelchöre bis hin zu einem 12-stimmigen „Te Deum“ erhalten, die in den von Heugel eigenhändig geschriebenen Stimmbüchern in der Handschriftenabteilung der Murhardschen Bibliothek und Landesbibliothek Kassel – heute Universitätsbibliothek Kassel – aufbewahrt werden. Allein die Anzahl der Werke ist beachtenswert. Nur wenige Komponisten dieser Zeit haben ein umfangreicheres Œuvre hinterlassen. Leider sind einige der Stimmbücher schon vor dem Zweiten Weltkrieg verloren gegangen. Ein weiteres gilt als Kriegsverlust. Abgesehen vom Wert, den die eigenen Kompositionen Heugels darstellen, sind in den Stimmbüchern Werke der bedeutendsten Komponisten seiner Zeit gesammelt.

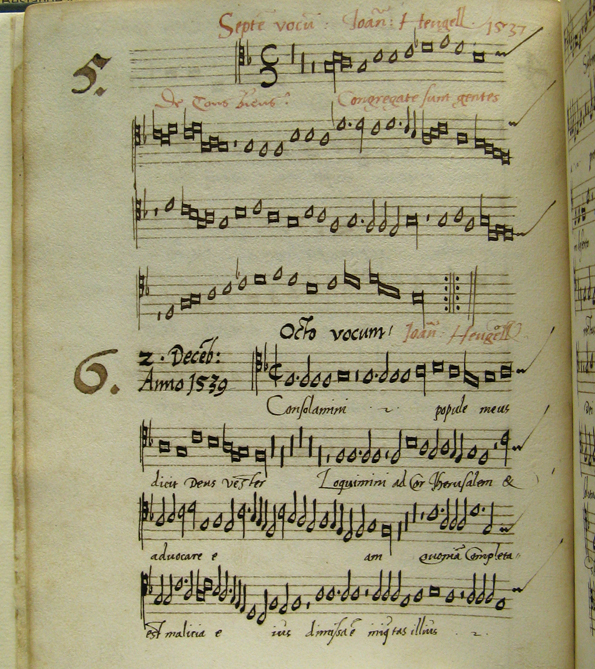
Seite aus einem Stimmbuch Heugels mit der Tenorstimme von „Consolamini“

Zu seinen Lebzeiten war Heugel ein in Westeuropa berühmter Mann. Ein zeitgenössisches Gedicht eines Magisters aus Wittenberg nennt ihn unter den durch die geistliche Musik berühmt gewordenen Komponisten an fünfter Stelle, noch vor Isaak und Stoltzer. Heugel wurde jedoch nach seinem Tode vergessen, weil Ende des 16. Jahrhunderts der flämische Musikstil, die imitativ-kontrapunktische Kompositionsweise, „Prima pratica“ genannt, zugunsten eines durch die italienische Volksmusik beeinflussten großenteils homophonen und eingängigeren Stils, der „Seconda pratica“, verdrängt wurde. So vermuten übereinstimmend die mit Heugel beschäftigten Wissenschaftler. Das allein kann jedoch nicht der Grund sein, denn es lässt sich feststellen, dass keine klare Trennungslinie zwischen beiden Richtungen gezogen werden kann und sich Heugel sehr früh schon auch homophoner Kompositionsweisen bediente. So schrieb er schon 1539 den 8-stimmigen Doppelchor Consolamini überwiegend homophon und mit Einsatz der später so beliebten Echoeffekte, von denen man lange annahm, dass sie erst von Heinrich Schütz aus Italien mitgebracht worden seien. Auch die Tatsache, dass Heugel sich selbst nicht sehr um Veröffentlichung seiner Werke zu Lebzeiten bemühte, mag dazu beigetragen haben sowie insbesondere die Tatsache, dass seine Melodien oft mehr für Instrumente geschrieben scheinen als für den Gesang – ähnlich wie später bei Bach, bei dem man auch eine sehr instrumentale Melodieführung in den Gesangsstimmen feststellen kann. Sie wirken also auf den ersten Blick sehr spröde und sperrig und sind schwer zu singen. Der Schwerpunkt Heugels blieb allerdings beim flämischen Stil, der polyphonen, imitatorischen Kontrapunktik, insbesondere bei seinen geistlichen Werken. Anfang des 20. Jahrhunderts schrieb der Musikwissenschaftler Wilibald Nagel ein vernichtendes Urteil über Heugel: „Er besaß aber keine über ein achtbares Durchschnittsmaß hinausragende Begabung.“ Erst ab Mitte des 20. Jahrhunderts wurde dieses Urteil in Zweifel gezogen: Es sei bedauerlich, dass „mit so unqualifizierten Äußerungen, wie sie bisher über Heugel gemacht wurden, nicht aufgeräumt werden konnte. Die zu geringe Einschätzung Heugels hat viele Gründe. Der wichtigste ist wohl, daß die Forscher Heugels Werk nicht vom Musizieren oder Erklingen her kannten, sondern nur aus den autographen Noten. […] Aber an dieser Krankheit des vorschnellen Urteils mancher Musikologen leidet eine Reihe von zu Unrecht vergessenen Komponisten des 16. und 17. Jahrhunderts, die eine leider nur allzu positivistische Musikwissenschaft schnell zu ‚Kleinmeistern‘ gestempelt hat“ schrieb Konrad Ruhland.
Einige Werke des Hofkapellmeisters erklangen 2012 seit über 400 Jahren wieder zum ersten Mal bei Aufführungen der Chöre con forza Kreuzberg und Echo 36 und dem Saxophonensemble Kunst der Pause unter Leitung von Horst Zimmermann. Und 2013 erinnerte man sich aufgrund von Zimmermanns Initiative in der Stadt Kassel wieder an den Komponisten und ehrte ihn durch die Benennung eines Weges. Dieser verläuft auf den Bastionen des ehemaligen Stadtschlosses vom Steinweg zum Rondell (einem Rest der mittelalterlichen Befestigung der Stadt), wo Johann Heugel aus- und einging.

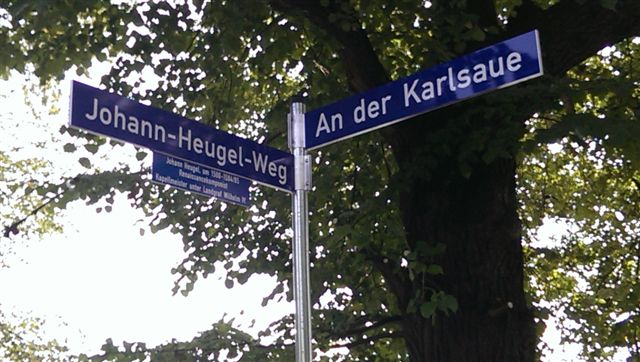
Der am 30. August 2013 mit einem Festakt eingeweihte Johann-Heugel-Weg ist eine späte Ehrung der Stadt für den Komponisten.

## Werkverzeichnis
Zusammengefasstes Verzeichnis nach Brennecke. Ausführliche Verzeichnisse bei Cramer und Gottwald.
I. Werke in Sammelhandschriften in Kassel (Universitätsbibliothek, Landesbibliothek und Murhardsche Bibliothek Kassel, UBLMB)
- Sign. Ms. 4° Mus. 24; 106 Psalm-Motetten, davon 16 von Heugel, 4- und 5-stimmig, Datierungen von Sept. 1537 bis Apr. 1550. Konkordanzen (d. h. übereinstimmende Ausgaben/Handschriften) bei Ott 1537, Petreius 1538, 1542, Kriesstein 1545, Montanus 1553 und handschriftliche in Dresden, Heidelberg, Zwickau, Kassel; 1 Stimmbuch fehlt.
- Sign. Ms. 4° Mus. 38; 60 Motetten, davon 29 von Heugel, 7- bis 12-stimmig, Datierungen von Juli 1535 bis Jan. 1566, 2 Motetten auf die Hochzeit des Pfalzgrafen Friedrichs II. (1535), 1 auf den Tod von Sebastian Noutzenus (1536), 4 auf die Hochzeit des Landgrafen Wilhelm IV. (1566), handschriftliche Konkordanzen in Heidelberg und Kassel.
- Sign. Ms. 4° Mus. 91; 59 Motetten, 16 von Heugel, 5- und 6-stimmig, Datierungen von Apr. 1544 bis Dez. 1571, 1 Neujahrsglückwunsch für Landgraf Philipp und Wilhelm IV. (1566), 2 für Wilhelm IV. (1572), 1 Motette auf den Tod Philipps (1567). Sign. Ms. 4° Mus. 143; 15 Motetten, 4 (5) von Heugel, 8-stimmig, Datierungen 1566, 3 Motetten zur Hochzeit Wilhelms IV (1566), 1 zur Magisterpromotion von Heugels Sohn, handschriftl. Konkordanzen in Kassel.
- Sign. Ms. 8° Mus. 53b, 73 verschiedene Stücke, 6 von Heugel, wohl 3-stimmig, Datierungen von Febr. 1534 bis Okt. 1546, handschriftl. Konkordanzen in Heilbronn und Heidelberg; ein loses Bl. einer verlorenen Heugel-Handschrift (T. 1 und 2), 2 deutsche Lieder, Datierung Jan. 1540.

II. Individual-Handschriften in Kassel (UBLMB)
- Sign. Ms. 4° Mus. 9; 23 Magnificat-Vertonungen (nicht alle sicher von Heugel), 22 4-stimmig, eine 5-stimmig, einzelne Sätze auch 6- und 8-stimmig
- Sign. Ms. 4° Mus. 43; 60 verschiedene Stücke, 55 von Heugel, 4-stimmig, Datierungen von März 1534 bis Dez. 1570, 2 Motetten auf Zwinglis Tod (ca. 1532/33), 1 für Antonius Turler (1541), 1 zur Gefangennahme des Herzogs Heinrich d. J. von Braunschweig (1545), 1 auf Tilman von Günderode (1546), 1 auf Luthers Tod (?; 1547), handschriftl. Konkordanzen in Heidelberg und Kassel.
- Sign. Ms. 4° Mus. 94; 156 deutsche Psalmen (Burkard Waldis) von Heugel, meist 4-stimmig, 15 sind 5-stimmig, Datierungen von Febr. 1562 bis Dez. 1565. (Edition durch H. Zimmermann in Vorbereitung)
- Sign. Ms. 4° Mus. 118; 88 Motetten von Heugel, 5- bis 9-stimmig, Datierungen von Febr. 1534 bis März 1577, je 1 Motette auf den Tod von Thomas Sporer (1534) und Balthasar Arthopius (1535), 3 zur Hochzeit von Pfalzgraf Friedrich II. (1535), 2 auf den siegreichen Türkenfeldzug Friedrich II. (1541), je 1 auf die Hochzeit von Johannes Acesta (1546) und von Kurfürst Ludwig VI. von der Pfalz (1560), 1 auf den Tod von Johannes Frisius (1563), 1 für Justus Vultejus (1563), je 1 zu Magisterpromotion von Johannes Kotzenberger und Gerhard Wallenberger (1565), Konkordanzen bei Ulhard 1545, handschriftl. in Heidelberg und Kassel.
- Sign. Ms. 4° Mus. 142; 11 Motetten von Heugel, 4- und 5-stimmig, Datierungen von Dez. 1540 bis Mai 1550, handschriftl. Konkordanzen (übereinstimmende Ausgaben) in Kassel. 116
- Sign. Ms. 8° Mus. 4; 22 Motetten von Heugel, 4- und 5-stimmig, Datierungen von Okt. 1534 bis Jan. 1536, Konkordanzen bei Petreius 1538, Montanus 1553, handschriftl. in Heidelberg und Kassel.
- Sign. Ms. 8° Mus. 53 a, 61 deutsche geistl. Lieder, vermutlich 4- und 5-stimmig, Datierungen Juni 1534, handschriftl. Konkordanzen in Dresden.

III. Werke in Handschriften außerhalb Kassels
- Brüssel, Bibl. du Cons., Sign. Ms. XY 15.030 (handschriftl. Partitur von Moritz Hauptmann, sicher nach einem verlorenen Kasseler Manuskript), 2 geistl. und 4 weltl. deutsche Lieder von Heugel. Das Heidelberger Kapellinventar erwähnt drei verlorene Kompos. Heugels, Confitebimur tibi, Domine 4-stimmig, Historia de confessoribus 4-stimmig, 2 Kompositionen.

IV. Werke in Drucken (außer den oben schon genannten Konkordanzen):
- 2 deutsche Lieder 4-stimmig bei Egenolff, Gassenhawerlin und Reutterliedlin, 1535, erwähnt in Heidelberg; 4 Motetten 2- bis 8-stimmig, bei Kriesstein, Selectæ cantiones, 1540, auch bei Stephani, Suavissimæ et iucundissimæ harmoniæ I, 1567, handschriftl. München, bei Rhau, Bicinia II, 1540; 2 deutsche geistl. Lieder 4 und 6-stimmig bei Kriesstein, Concentus novus, 1540; 1 Motette zu Ehren einer protestantischen Stadt bei Ulhard, Concentus, 1545; 3 Oden und 1 Motette bei Egenolff, Geminæ und eviginti odarum, 1551, letztere auch bei N. Roggius, Musica practica, 1566. Im Kasseler Exemplar des Novum et insigne opus musicum von Ott, 1537, ist Nr. 51, In illo tempore litigabant iudæi, 4-stimmig, Heugel zugeschrieben.

Bei den folgenden Kasseler Signaturen fehlen leider Stimmbücher: Ms. 4° Mus. 24; Ms. 4° Mus.
38; Ms. 4° Mus. 91; Ms. 4° Mus. 143; Ms. 8° Mus. 53 a und b; Ms. 4° Mus. 118; Ms. 4° Mus. 142; Ms.
8° Mus. 4; bei Ms. 4° Mus. 94 ist der Tenor nicht ganz vollständig.